# 圣基尔达岛小家鼠
圣基尔达岛小家鼠（学名:Mus musculus muralis）是苏格兰圣基尔达岛特有及灭绝的一种小家鼠亚种。
它们何时来到该岛上尚且不明，它们可能是在诺斯人时期不经意地被带到岛上来的。由于身处孤立的岛屿之中，圣基尔达岛小家鼠与其近亲产生了差异，它们变得比内陆的小家鼠品种更大。但是，它们与分布于法罗群岛的另一种亚种Mus musculus mykinessiensis有许多相同的特征，它们的分类有效性受到质疑，它们有时被认为是Mus musculus domesticus的异名。
在1930年，最后一批居住在圣基尔达岛上的居民撤离该岛后，这种小家鼠亚种便非常快速的消失了，这与人类聚居地的消失密切相关。相信它们在人类撤离该岛后两年内因无法适应无人类存在的环境而灭绝，但也有资料指出它们生存至1938年。现时，圣基尔达岛另一种特有的鼠类亚种，圣基尔达岛小林姬鼠 (Apodemus sylvaticus hirtensis)仍然生存在该岛上。